# Egaleo (gmina)
Egaleo (gr. Δήμος Αιγάλεω, Dimos Egaleo) – gmina w Grecji, w administracji zdecentralizowanej Attyka, w regionie Attyka, w jednostce regionalnej Ateny-Sektor Zachodni. Siedzibą i jedyną miejscowością gminy jest Egaleo. W 2011 roku liczyła 69 946 mieszkańców.